# Mapbox
Mapbox — американский поставщик пользовательских онлайн-карт для веб-сайтов и приложений, таких как Foursquare, Lonely Planet, Facebook, Financial Times, The Weather Channel и Snapchat. С 2010 года он быстро расширил нишу пользовательских карт, в ответ на ограниченный выбор, предложенный поставщиками карт, такими как Google Maps. Mapbox является создателем или активным участником некоторых открытых картографических библиотек и приложений, включая библиотеку Mapbox GL-JS JavaScript, спецификацию MBTiles, картографическую IDE TileMill, библиотеку Leaflet JavaScript, а также язык стилистики карт и парсер CartoCSS.

## История
Стартап был создан в рамках Development Seed для того, чтобы предложить настройку карт для некоммерческих клиентов, в 2010 году. Он был запущен до раунда финансирования в размере 10 миллионов долларов США в 2013 году компанией Foundry Group. В июне 2015 года компания Mapbox объявила о привлечении 52,55 миллионов долларов США в рамках раунда финансирования Серии В под руководством DFJ Growth.
Ранняя работа над инструментами OpenStreetMap, включая редактор iD, была профинансирована за счет гранта в $575,000 от Фонда Найта.
11 июля 2016 года MapQuest прекратил использование открытого API тайлов, а такие пользователи, как GNOME Maps, были переведены на временный свободный уровень тайлового сервера Mapbox при рассмотрении альтернативных вариантов.
В октябре 2017 года SoftBank вместе с другими существующими инвесторами, включая венчурные компании Foundry Group, DFJ Growth, DBL Partners и Thrive Capital, осуществил инвестиции в Mapbox Inc. на сумму $164 млн. В ноябре 2017 года компания Mapbox приобрела стартап Mapdata на базе белорусской нейронной сети.
В январе 2018 года компания Mapbox приобрела команду разработчиков открытого движка маршрутизации Valhalla.